# Эскудо Островов Зелёного Мыса
Эскудо Островов Зелёного Мыса (порт. Escudo) — денежная единица Островов Зелёного Мыса в 1914—1977 годах.

## История
Первые бумажные деньги в португальской колонии были выпущены в 1842—1843 годах, их с разрешения губернатора колонии выпускал арендатор К. Назолини.
В 1865 году на острове Сантьягу был открыт филиал Национального заморского банка. В 1897 году начат выпуск банкнот.
Декретом правительства Португалии от 18 сентября 1913 года № 141 с 1 января 1914 года на португальские колонии (Кабо-Верде, Португальская Гвинея, Сан-Томе и Принсипи, Ангола и Мозамбик) было распространено действие декрета от 22 мая 1911 года о введении вместо реала новой денежной единицы — эскудо (1000 реалов = 1 эскудо).
Выпуск новых банкнот был начат в 1914 году, монет — в 1930 году. Банкноты и монеты в реалах продолжали использоваться в обращении и постепенно заменялись денежными знаками в эскудо и сентаво.
1 июля в Кабо-Верде введена национальная денежная единица — эскудо Кабо-Верде, обмен производился 1:1.

## Монеты и банкноты
Чеканились монеты в 5, 10, 20, 50 сентаво и 1, 21⁄2, 5, 10 эскудо.
Выпускались банкноты в 4, 5, 10, 20, 50 сентаво, 1, 5, 10, 20, 50, 100, 500, 1000 эскудо.